# 一级文物
一级文物，是中华人民共和国政府对中国历史上各时代重要实物、艺术品、文献、手稿、图书资料、代表性实物等可移动文物藏品中具有特别重要历史、艺术、科学价值的代表性文物的定级，是“珍贵文物”三个级别中之最高等级。
博物馆、图书馆和其他文物收藏单位对收藏的文物进行等级区分并设置藏品档案，而省、自治区、直辖市人民政府文物行政主管部门则将其行政区域内的一级文物藏品档案报国家文物局备案。

## 定级标准
- 中国各个历史时期的生产关系及其经济制度、政治制度，以及有关社会历史发展的特别重要的代表性文物；
- 历代生产力的发展、生产技术的进步和科学发明创造的特别重要的代表性文物；
- 各个民族社会历史发展时期的特别重要的代表性文物；
- 历代反抗剥削、压迫和著名起义领袖的特别重要的代表性文物；
- 历代中外关系和在政治、经济、军事、科技（科学和技术）、教育、文化、艺术、宗教、卫生、体育等方面相互交流的特别重要的代表性文物；
- 中华民族抗御外侮，反抗侵略的历史事件和重要历史人物的特别重要的代表性文物；
- 历代著名的思想家、政治家、军事家、科学家、发明家、教育家、文学家、艺术家等特别重要的代表性文物，著名工匠的特别重要的代表性作品；
- 各个民族生活习俗、文化艺术、工艺美术、宗教信仰的具有特别重要价值的代表性文物；
- 中国古旧图书中具有特别重要价值的代表性的善本；
- 与中国近代（1840—1949）历史上的重大事件、重要人物、著名烈士、著名英雄模范有关的特别重要的代表性文物；
- 中华人民共和国成立以来的重大历史事件、重大建设成就、重要领袖人物、著名烈士、著名英雄模范有关的特别重要的代表性文物；
- 有关国际共产主义运动中的重大事件和杰出领袖人物的革命实践活动，以及为中国革命做出重大贡献的国际主义战士的特别重要的代表性文物；
- 与中国共产党和近代其他各党派、团体的重大事件，重要人物、爱国侨胞及其他社会知名人士有关的特别重要的代表性文物；
- 其他具有特别重要历史、艺术、科学价值的代表性文物。

## 定级标准举例
- 玉、石器，时代确切，质地优良，在艺术上和工艺上有特色和有特别重要价值的；有确切出土地点，有刻文、铭记、款识或其他重要特征，可作为断代标准的；有明显地方特点，能代表考古学一种文化类型、一个地区或作坊杰出成就的；能反映某一时代风格和艺术水平的有关民族关系和中外关系的代表作。
- 陶器，代表考古学某一文化类型，其造型和纹饰具有特别重要价值的；有确切出土地点可作为断代标准的；三彩作品中造型优美、色彩艳丽、具有特别重要价值的；紫砂器中，器形完美，出于古代与近代名家之手的代表性作品。
- 瓷器，时代确切，在艺术上或工艺上有特别重要价值的；在纪年或确切出土地点可作为断代标准的；造型、纹饰、釉色等能反映时代风格和浓郁民族色彩的；有文献记载的名瓷、历代官窑及民窑的代表作。
- 铜器，造型、纹饰精美，能代表某个时期工艺铸造技术水平的；有确切出土地点可作为断代标准的；铭文反映重大历史事件、重要历史人物的或书法艺术水平高的；在工艺发展史上具有特别重要价值的。
- 铁器，在中国冶铸、锻造史上，占有特别重要地位的钢铁制品；有明确出土地点和特别重要价值的铁质文物；有铭文或错金银、镶嵌等精湛工艺的古代器具；历代名人所用，或与重大历史事件有直接联系的铁制历史遗物。
- 金银器，工艺水平高超，造型或纹饰十分精美，具有特别重要价值的；年代、地点确切或有名款，可作断代标准的金银制品。
- 漆器，代表某一历史时期典型工艺品种和特点的；造型、纹饰、雕工工艺水平高超的；著名工匠的代表作。
- 雕塑，造型优美、时代确切，或有题记款识，具有鲜明时代特点和艺术风格的金属、玉、石、木、泥和陶瓷、髹漆、牙骨等各种质地的、具有特别重要价值的雕塑作品。
- 石刻、砖、瓦，时代较早，有代表性的石刻；刻有年款或物主铭记可作为断代标准的造像碑；能直接反映社会生产、生活，神态生动、造型优美的石雕；技法精巧、内容丰富的画像石；有重大史料价值或艺术价值的碑碣墓志；文字或纹饰精美，历史、艺术价值特别重要的砖瓦。
- 书法、绘画，元代以前比较完整的书画；唐以前首尾齐全有年款的写本；宋以前经卷中有作者或纪年且书法水平较高的；宋、元时代有名款或虽无名款而艺术水平较高的；具有特别重要价值的历代名人手迹；明清以来特别重要艺术流派或著名书画家的精品。
- 古砚，时代确切，质地良好、遗存稀少的；造型与纹饰具有鲜明时代特征，工艺水平很高的端、歙等四大名砚；有确切出土地点，或流传有绪，制作精美，保存完好，可作断代标准的；历代重要历史人物使用过的或题铭价值很高的；历代著名工匠的代表作。
- 甲骨，所记内容具有特别重要的史料价值，龟甲、兽骨比较完整的；所刻文字精美或具有特点，能起断代作用的。
- 玺（玉玺）、印（印章）、符、牌，具有特别重要价值的官私玺、印、封泥和符牌；明、清篆刻中主要流派或主要代表人物的代表作。
- 钱币，在中国钱币发展史上占有特别重要地位、具有特别重要价值的历代钱币、钱范和钞版。
- 牙骨角器，时代确切，在雕刻艺术史上具有特别重要价值的；反映民族工艺特点和工艺发展史的；各个时期著名工匠或艺术家代表作，以及历史久远的象牙制品。
- 竹、木雕，时代确切，具有特别重要价值，在竹木雕工艺史上有独特风格，可作为断代标准的；制作精巧、工艺水平极高的；著名工匠或艺术家的代表作。
- 家具，元代以前（含元代）的木质家具及精巧冥器；明清家具中以黄花梨、紫檀、鸡翅木、铁梨、乌木等珍贵木材制作、造型优美、保存完好、工艺精良的；明清时期制作精良的髹饰家具；明清及近现代名人使用的或具有重大历史价值的家具。
- 珐琅，时代确切，具有鲜明特点，造型、纹饰、釉色、工艺水平很高的珐琅制品。
- 织绣，时代、产地准确的；能代表一个历史时期工艺水平的具有特别重要价值的不同织绣品种的典型实物；色彩艳丽，纹饰精美，具有典型时代特征的；著名织绣工艺家的代表作。
- 古籍善本，元以前的碑帖、写本、印本；明清两代著名学者、藏书家撰写或整理校订的、在某一学科领域有重要价值的稿本、抄本；在图书内容、版刻水平、纸张、印刷、装帧等方面有特色的明清印本（包括刻本、活字本、有精美版画的印本、彩色套印本）、抄本；有明清时期著名学者、藏书家批校题跋、且批校题跋内容具有重要学术资料价值的印本、抄本。
- 碑帖拓本，元代以前的碑帖拓本；明代整张拓片和罕见的拓本；初拓精本；原物重要且已佚失，拓本流传极少的清代或近代拓本；明清时期精拓套帖；清代及清代以前有历代名家重要题跋的拓本。
- 武器，在武器发展史上，能代表一个历史阶段军械水平的；在重要战役或重要事件中使用的；历代著名人物使用的、具有特别重要价值的武器。
- 邮品，反映清代、民国、解放区邮政历史的、存量稀少的；中华人民共和国建国以来具有特别重要价值的邮票和邮品。
- 文件、宣传品，反映重大历史事件，内容重要，具有特别重要意义的正式文件或文件原稿；传单、标语、宣传画、号外、捷报；证章、奖章、纪念章等。
- 档案文书，从某一侧面反映社会生产关系、经济制度、政治制度和土地、人口、疆域变迁以及重大历史事件、重要历史人物事迹的历代诏谕、文告、题本、奏折、诰命、舆图、人丁黄册、田亩钱粮簿册、红白契约、文据、书札等官方档案和民间文书中，具有特别重要价值的。
- 名人遗物，已故中国共产党著名领袖人物、各民主党派著名领导人、著名爱国侨领、著名社会活动家的具有特别重要价值的手稿、信札、题词、题字等以及具有特别重要意义的用品。

## 数量和收藏
根据《第一次全国可移动文物普查数据公报》，中国（大陆）全国文化文物系统一级文物藏品总数达218911件。据《全国馆藏一级文物总目录（2005）》，馆藏一级文物在500件（套）以上的文物收藏单位有15家，依次为：
1. 故宫博物院
2. 中国国家博物馆藏品保管二部
3. 中国国家博物馆藏品保管一部
4. 山东博物馆
5. 南京博物院
6. 甘肃省文物考古研究所
7. 陕西省秦始皇兵马俑博物馆
8. 陕西历史博物馆
9. 四川博物院
10. 北京鲁迅博物馆
11. 甘肃省博物馆
12. 天津博物馆
13. 湖北省博物馆
14. 上海博物馆
15. 河南博物院

更多地方所属重点博物馆之一级文物藏品总数，参阅重点博物馆名单（十一五）。

## 禁止出境展览文物
《中华人民共和国文物保护法实施条例》规定，一级文物中的孤品和易损品，禁止出境展览。
根据国家文物局发布的《首批禁止出国 (境) 展览文物目录》，共有64件 (组) 一级文物禁止出国 (境) 展出；《第二批禁止出境展览文物目录（书画类）》，37件 (组)；《第三批禁止出境展览文物目录》，94件（组）；共计195件（组）。

### 引用
1. ↑  .   [2019-12-19]. （原始内容存档于2019-12-19）.